# Apollo 10½
Apollo 10½ ou Apollo 10 1/2: A Space Age Adventure (bra: Apollo 10 e Meio: Aventura na Era Espacial; prt: Apollo 10½: Uma Infância na Era Espacial) é um filme de ficção científica escrito, dirigido e produzido por Richard Linklater. Partes do filme, que foi filmado em live-action, serão animadas usando uma técnica semelhante à rotoscopia usada em Waking Life (2001) e A Scanner Darkly (2006), de Linklater. O filme se passa durante o pouso da Apollo 11 na lua em 1969 e vai explorar as fantasias das crianças na Terra sobre o evento.

## Elenco
- Glen Powell
- Jack Black
- Zachary Levi
- Josh Wiggins
- Milo Coy
- Lee Eddy
- Bill Wise
- Natalie L'Amoreaux
- Jessica Brynn Cohen
- Sam Chipman
- Danielle Guilbot

## Recepção
No agregador de críticas Rotten Tomatoes, que categoriza as opiniões apenas como positivas ou negativas, o filme tem um índice de aprovação de 93% calculado com base em 60 comentários dos críticos. Por comparação, com as mesmas opiniões sendo calculadas usando uma média aritmética ponderada, a nota é 7.90/10 que é seguida do consenso: "O docemente nostálgico Apollo 10 1/2: A Space Age Childhood encontra Richard Linklater reutilizando ingredientes visuais e temáticos de uma maneira profundamente pessoal e inspirada." Já no agregador Metacritic, que calcula as notas usando somente uma média aritmética ponderada a partir das avaliações de 30 críticos que escrevem em maioria para a imprensa tradicional, o filme tem uma pontuação de 82 entre 100, com a indicação de "aclamação universal".